# Pulia albimaculata
Pulia albimaculata är en fjärilsart som beskrevs av Okano 1958. Pulia albimaculata ingår i släktet Pulia och familjen tandspinnare. Inga underarter finns listade.